# National Board of Review Award/Bestes Originaldrehbuch
Der National Board of Review Award für das beste Originaldrehbuch ist ein Filmpreis, der seit 2003 jährlich vom National Board of Review verliehen wird.
Die Jahreszahlen der Tabelle nennen die bewerteten Filmjahre, die Preisverleihungen fanden jeweils im Folgejahr statt.

## Preisträger
| Jahr | Sieger                                        | Autor(en)                               |
| ---- | --------------------------------------------- | --------------------------------------- |
| 2003 | In America                                    | Jim, Kirsten und Naomi Sheridan         |
| 2004 | Vergiss mein nicht!                           | Charlie Kaufman                         |
| 2005 | Der Tintenfisch und der Wal                   | Noah Baumbach                           |
| 2006 | Schräger als Fiktion                          | Zach Helm                               |
| 2007 | Juno                                          | Diablo Cody                             |
| 2007 | Lars und die Frauen                           | Nancy Oliver                            |
| 2008 | Gran Torino                                   | Nick Schenk                             |
| 2009 | A Serious Man                                 | Ethan und Joel Coen                     |
| 2010 | Buried – Lebend begraben                      | Chris Sparling                          |
| 2011 | 50/50 – Freunde fürs (Über)Leben              | Will Reiser                             |
| 2012 | Looper                                        | Rian Johnson                            |
| 2013 | Inside Llewyn Davis                           | Ethan und Joel Coen                     |
| 2014 | The LEGO Movie                                | Phil Lord und Chris Miller              |
| 2015 | The Hateful Eight                             | Quentin Tarantino                       |
| 2016 | Manchester by the Sea                         | Kenneth Lonergan                        |
| 2017 | Der seidene Faden                             | Paul Thomas Anderson                    |
| 2018 | First Reformed                                | Paul Schrader                           |
| 2019 | Der schwarze Diamant                          | Ronald Bronstein, Josh und Benny Safdie |
| 2020 | Minari – Wo wir Wurzeln schlagen              | Lee Isaac Chung                         |
| 2021 | A Hero – Die verlorene Ehre des Herrn Soltani | Asghar Farhadi                          |
| 2022 | The Banshees of Inisherin                     | Martin McDonagh                         |